# Rihards Finsters
Rihards Finsters (* 21. Mai 1991 in Liepāja) ist ein lettischer Beachvolleyballspieler.

## Karriere
Finsters nahm 2010 mit Aleksandrs Solovejs an der U20-Europameisterschaft in Catania teil und erreichte den 13. Platz. 2011 kamen Finsters/Solovejs beim CEV-Satellite-Turnier in Baden auf den 25. Platz. 2013 verloren sie bei der U23-Weltmeisterschaft in Mysłowice das Spiel um Bronze gegen die Österreicher Petutschnig/Winter. Beim Turnieren der EEVZA-Serie (Eastern European Volleyball Zonal Association) in Pärnu wurden sie Zweite und in Anapa spielten sie ihr erstes Open-Turnier der FIVB World Tour.
Beim EEVZA-Turnier in Moskau trat er erstmals mit seinem neuen Partner Edgars Točs an und wurde Neunter. 2014 schieden Točs/Finsters bei den CEV-Satellite-Turnieren in Antalya und Vaduz sowie beim Masters in Baden früh aus. Nach einem vierten Rang beim EEVZA-Turnier in Sankt Petersburg wurden sie Neunte des Satellite-Turniers in Jūrmala. Dieses Ergebnis erzielte Finsters anschließend auch bei den osteuropäischen Turnieren in Batumi mit Solovejs und in Riga mit Atvars Vilde. 2015 gewannen Točs/Finsters in der EEVZA-Serie nach einem fünften Platz in Moskau das Turnier in Vilnius. Beim Satellite-Turnier in Skopje wurden sie ebenfalls Fünfte, während sie beim Grand Slam in Olsztyn früh ausschieden und beim CEV-Masters in Mailand den 21. Platz belegten. Das osteuropäische Turnier in Batumi beendeten sie auf dem siebten Rang. Danach traten sie noch bei zwei Open-Turnieren der World Tour in Antalya und Katar an, wobei sie auf den 17. und neunten Platz kamen. Sie beendeten das Jahr mit einem fünften Platz beim EEVZA-Turnier in Riga.
Anfang 2016 erreichten Točs/Finsters beim Grand Slam in Rio de Janeiro den 25. Platz. Danach spielten sie sechs Open-Turniere der World Tour 2016 und erzielten dabei ihr bestes Ergebnis mit dem 17. Platz in Sotschi. Beim folgenden Grand Slams in Moskau kamen sie nicht über den 25. Rang hinaus. Dann trat Finsters beim EEVZA-Turnier in Moskau (dritter Rang) und beim Major in Hamburg mit Ruslans Sorokins an. Mit Točs blieben die Resultate beim Grand Slam in Olsztyn sowie beim Major in Gstaad zweistellig. Danach spielten Točs/Finsters zweimal nacheinander in Jūrmala und wurden Dritte des EEVZA-Turniers und Neunte des CEV-Masters.
Zu Beginn der World Tour 2017 schieden Točs/Finsters beim Fünf-Sterne-Turnier in Fort Lauderdale früh aus. Nach einem siebten Platz beim Satellite-Turnier in Göteborg kamen sie bei den Drei-Sterne-Turnieren der FIVB-Serie in Xiamen und Moskau jeweils auf den 17. Rang. Beim EEVZA-Turnier in Rokiškis wurden sie Dritte. Über die CEV-Vorentscheidung qualifizierten sich die beiden Letten für die Weltmeisterschaft 2017 in Wien. Von 2017 bis 2019 spielte Finsters wieder mit Aleksandrs Solovejs.